# Tusculum
Tusculum er en større bolig ved Bagsværd Sø. Den ligger ved Sophienholm og Marienborg. Boligen har slotsagtig karakter og opgives til at have over 700 kvadratmeter bolig.
Tusculums historie går tilbage til ca. 1745.
Omkring årtusindskiftet ejede virksomhedskonsulenten Jan Aarsø Nielsen ejendommen og forsøgte at sælge den for 55 millioner via ejendomsmægleren Jan Fog. Ejendomsmægleren Leo Ryback forsøgte ligeledes at sælge ejendommen. Aarsø Nielsen solgte dog Tusculum til sit firma Tusculum Holding for 45 millioner kroner, og det kom til en efterfølgende retssag mellem Ryback og Aarsø Nielsen.
Ejendomsmægler-parret Peter Norvig og Hanne Nørrisgaard købte derefter Tusculum. I 2012 solgte de ejendommen til erhvervsmanden Lars Kolind for 45,5 millioner kroner.